# Kirche Hl. Erzengel Michael (Szentendre)

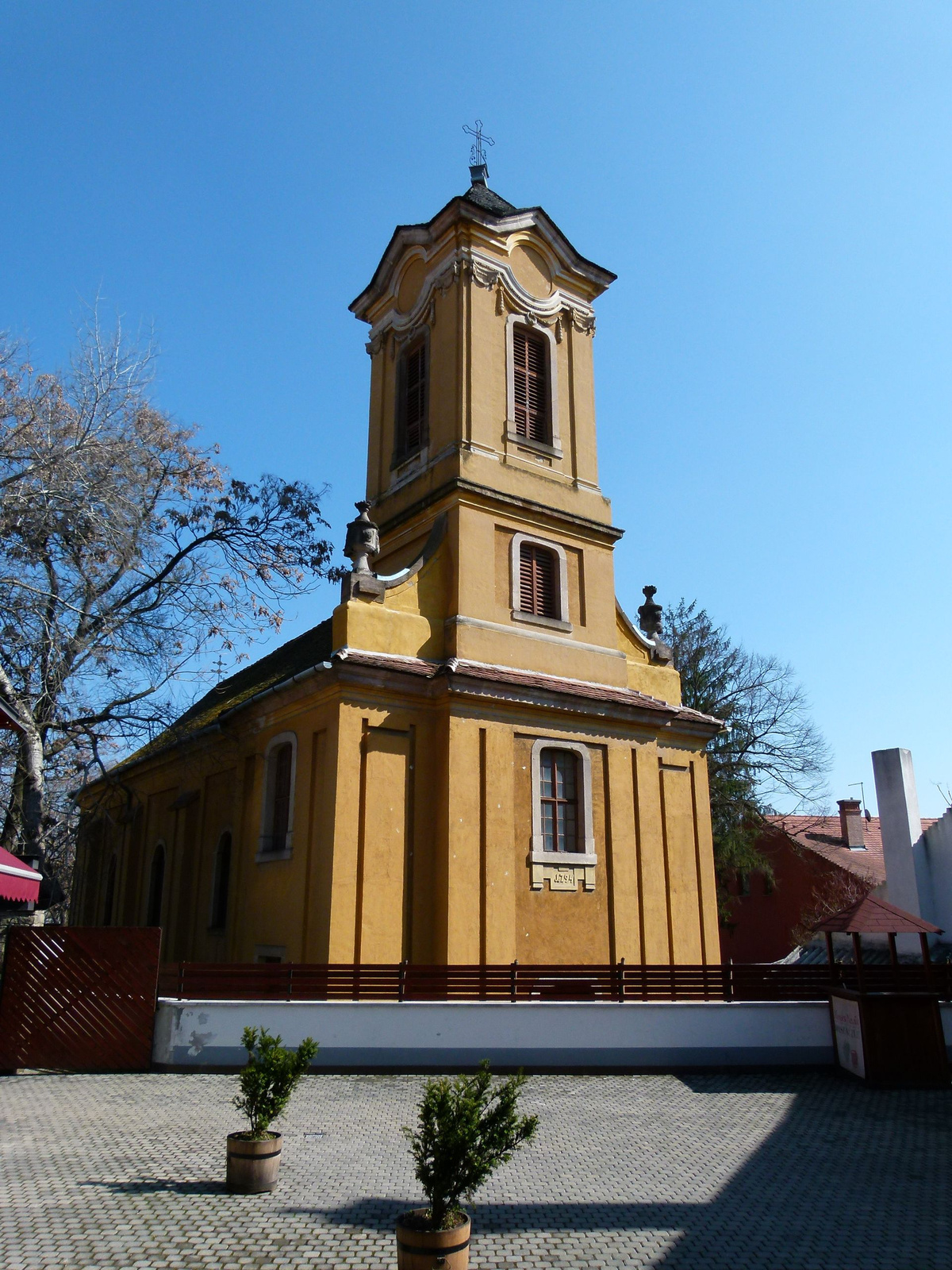
Die Kirche Hl. Erzengel Michael in Szentendre

Die Kirche Hl. Erzengel Michael (serbisch: Црква светог Архангела Михаила/Crkva svetog Arhangela Mihaila, auch Пожаревачка црква/Požarevačka crkva) ist eine Serbisch-orthodoxe Kirche in der ungarischen Stadt Szentendre.
Das von 1759 bis 1763 erbaute Gotteshaus ist dem Heiligen Erzengel Michael geweiht und gehört zur Pfarrei Sentandreja im Dekanat Buda der Eparchie Buda der serbisch-orthodoxen Kirche. 

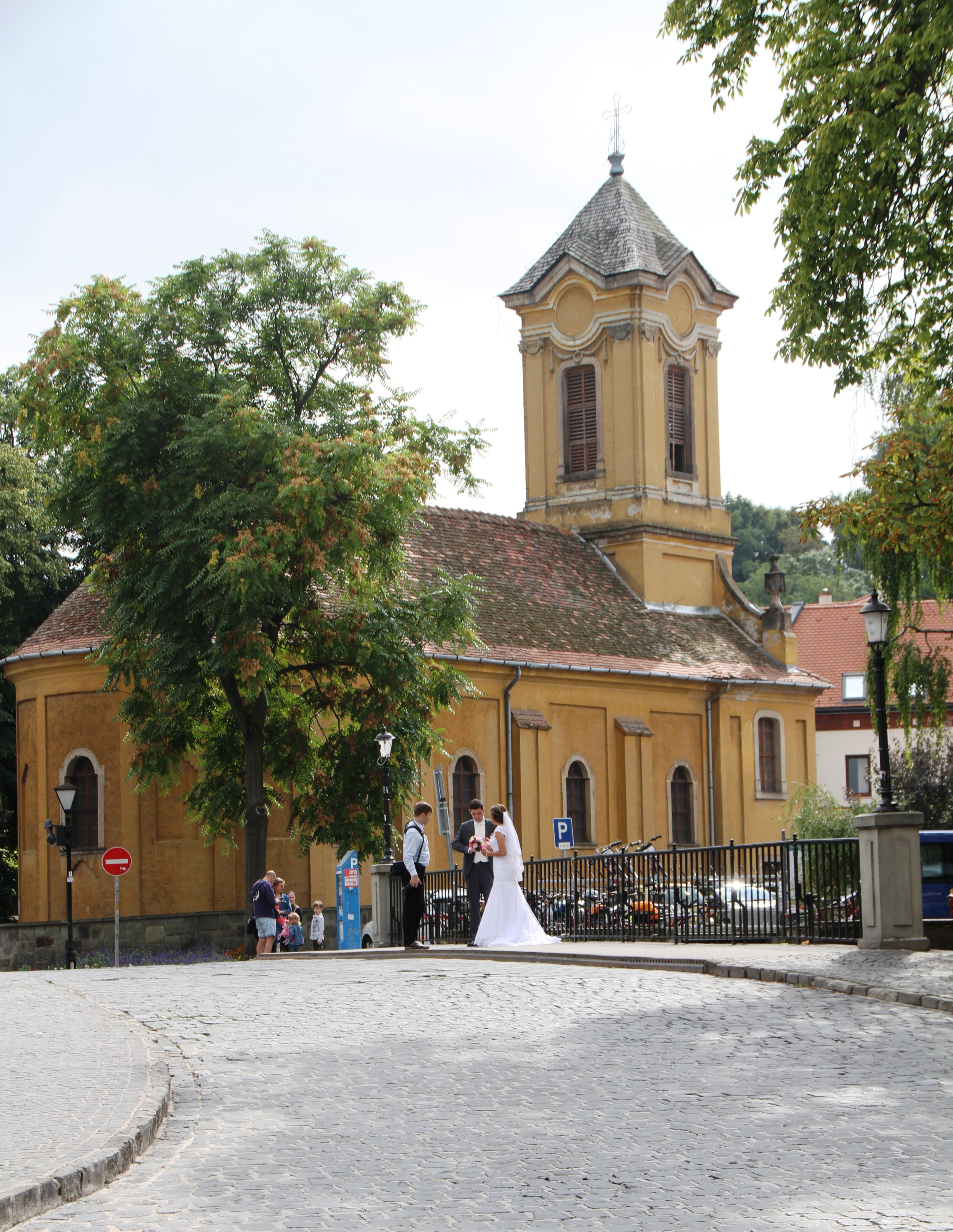
Die Kirche Hl. Erzengel Michael mit näherer Umgebung (September 2015)

## Geschichte
Der zweite Name Požarevačka crkva geht auf die serbische Stadt Požarevac zurück, aus der viele eingewanderte Serben stammten. Das Häuserviertel um die Kirche war auch als Požarevačka Mahala bekannt. Neben der Kirche befindet sich der Teich Bučina.
Das Gotteshaus wurde neben einer ebenfalls dem Hl. Erzengel Michael geweihten alten Holzkirche (aus dem Jahr 1690) von 1759 bis 1763 erbaut. Am 27. Oktober 1763 wurde die Kirche vom damaligen Bischof der Eparchie Buda, Dionisije, eingeweiht. 
Der Kirchturm an der Westfassade der Kirche wurde 1794 errichtet, die Jahreszahl befindet sich über dem Eingangsportal der Westfassade. Es ist das Kirchengebäude mit dem kleinsten Kirchturm in der Stadt.
Die Kirche wurde während einer großen Überschwemmung 1838 beschädigt und bald darauf renoviert. Zuletzt wurde das Gotteshaus 2018 renoviert.

## Ikonostase
Die Ikonostase gilt als hervorragendes Werk der serbischen Kunst im 18. Jahrhundert. Sie ist älter als die Kirche selbst, da sie 1742 erstmals in der alten Serbisch-orthodoxen Mariä-Entschlafens-Kathedrale in Szentendre aufgestellt wurde. In der Ikonostase spiegelt sich, ein einmaliger Einfluss der walachischen Malschule aus Moldawien auf die Serbische Kunst wider.